# Пашковська сільська рада (Петуховський район)
Па́шковська сільська рада (рос. Пашковский сельский совет) — сільське поселення у складі Петуховського району Курганської області Росії.
Адміністративний центр — село Пашково.
Населення сільського поселення становить 471 особа (2017; 627 у 2010, 802 у 2002).

## Склад
До складу сільського поселення входять:
| Населений пункт   | Населення, осіб (2002) | Населення, осіб (2010) |
| ----------------- | ---------------------- | ---------------------- |
| Буранне, присілок | 122                    | 79                     |
| Пашково, село     | 680                    | 548                    |